# Józef Tápies Sirvant
Józef Tápies Sirvant (ur. 15 marca 1869 w Ponts, zm. 13 sierpnia 1936 w Salàs de Pallars) – hiszpański Błogosławiony Kościoła katolickiego.

## Życiorys
Josep Tàpies urodził się bardzo religijnej rodzinie. Święcenia kapłańskie przyjął w 1892 roku. Posługę kapłańską prowadził jako wikariusza i organista parafii w La Pobla de Segur w Pallars Jussà. Został zamordowany w czasie wojny domowej w Hiszpanii w dniu 13 sierpnia 1936 roku.
Beatyfikowany 29 października 2005 roku przez papieża Benedykta XVI.